# Rémy Cabella
Rémy Cabella (ur. 8 marca 1990 w Ajaccio) – francuski piłkarz występujący na pozycji pomocnika we francuskim klubie Lille OSC. Były reprezentant Francji.

## Kariera klubowa
Od 2004 szkolił się w szkółce piłkarskiej Montpellier HSC. W 2009 roku zdobył Coupe Gambardella. W lipcu 2010 roku przeszedł na zasadzie wypożyczenia do AC Arles-Avignon. 4 grudnia 2010 zadebiutował w drużynie zawodowej AC Arles-Avignon na szczeblu Ligue 1. 14 lipca 2014 został zawodnikiem Newcastle United. 19 sierpnia 2015 roku został wypożyczony do Olympique Marsylia. W 2019 został zawodnikiem FK Krasnodar. 9 marca 2022 w związku z inwazją Rosji na Ukrainę odszedł z klubu.

## Sukcesy

### Klubowe
- Montpellier HSC
  - Coupe Gambardella: 2009
  - Ligue 1: 2012